# Alonso de Idiáquez y Yurramendi

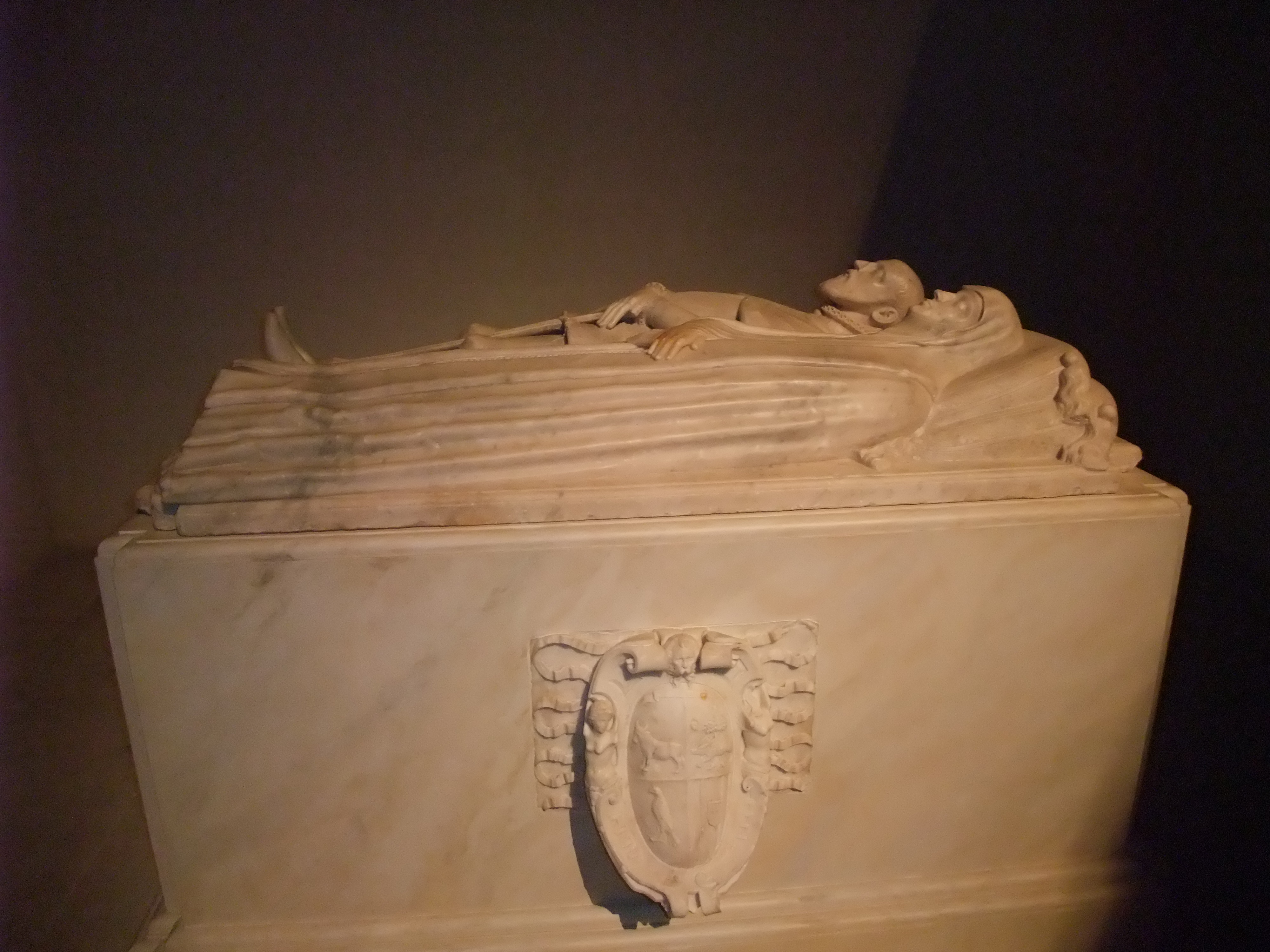
Sepulcro de Alonso de Idiáquez y de Gracia de Olozábal. (Museo San Telmo, San Sebastián).

Alonso de Idiáquez y Yurramendi (Tolosa, Guipúzcoa, 1497 - Torgau, Sajonia, 1547). III Señor de la Casa de Idiáquez. Secretario real de Carlos I de España, caballero de las órdenes de Alcántara, Calatrava y Santiago, y también comendador de Alcolea en la Orden de Calatrava y de Estremera y Val de Aracete en la de Santiago.

## Familia
Fue hijo de Juan de Idiáquez y de Catalina de Yurramendi junto con su hermana Catalina Idiáquez y Yurramendi, esta última es ascendiente directa de Eduardo López de Romaña. Casado con Gracia de Olazabal, hubo un hijo, Juan de Idiáquez y Olazábal.

## Biografía
Perteneciente a un antiguo linaje de Caballeros de Guipúzcoa, III señor de la Casa de Idiáquez, fue muy valorado por Carlos I de España estando en servicio de la corona desde 1520 hasta su muerte en 1547. 
Hombre de su tiempo, Alonso de Idiáquez tuvo estrecho trato con el célebre humanista Luis Vives, hábil compositor de cartas latinas, mereció el honor de que el renacentista valenciano le dedicara su trabajo De conscribendis epistolis.
Participó en la Jornada de Túnez contra Suleimán, aliado con Francia, en 1535 obtiene el hábito de Calatrava. Es comisionado por Carlos V para pactar las condiciones de concordia de 1544 con Francisco I de Francia, Paz de Crépy. 
Yendo con un séquito de ocho componentes fue asaltado y muerto en 1547, por un grupo de Luteranos tras cruzar el río Elba en Torgau. De las pesquisas de Claudio Marion, Rey de armas de Carlos I, resultó estar implicado el Gobernador de Torgau y el Landgrave lo ajusticio junto a los asaltantes que pudo encontrar.

## Fundaciones

### Casa palacio de Idiáquez

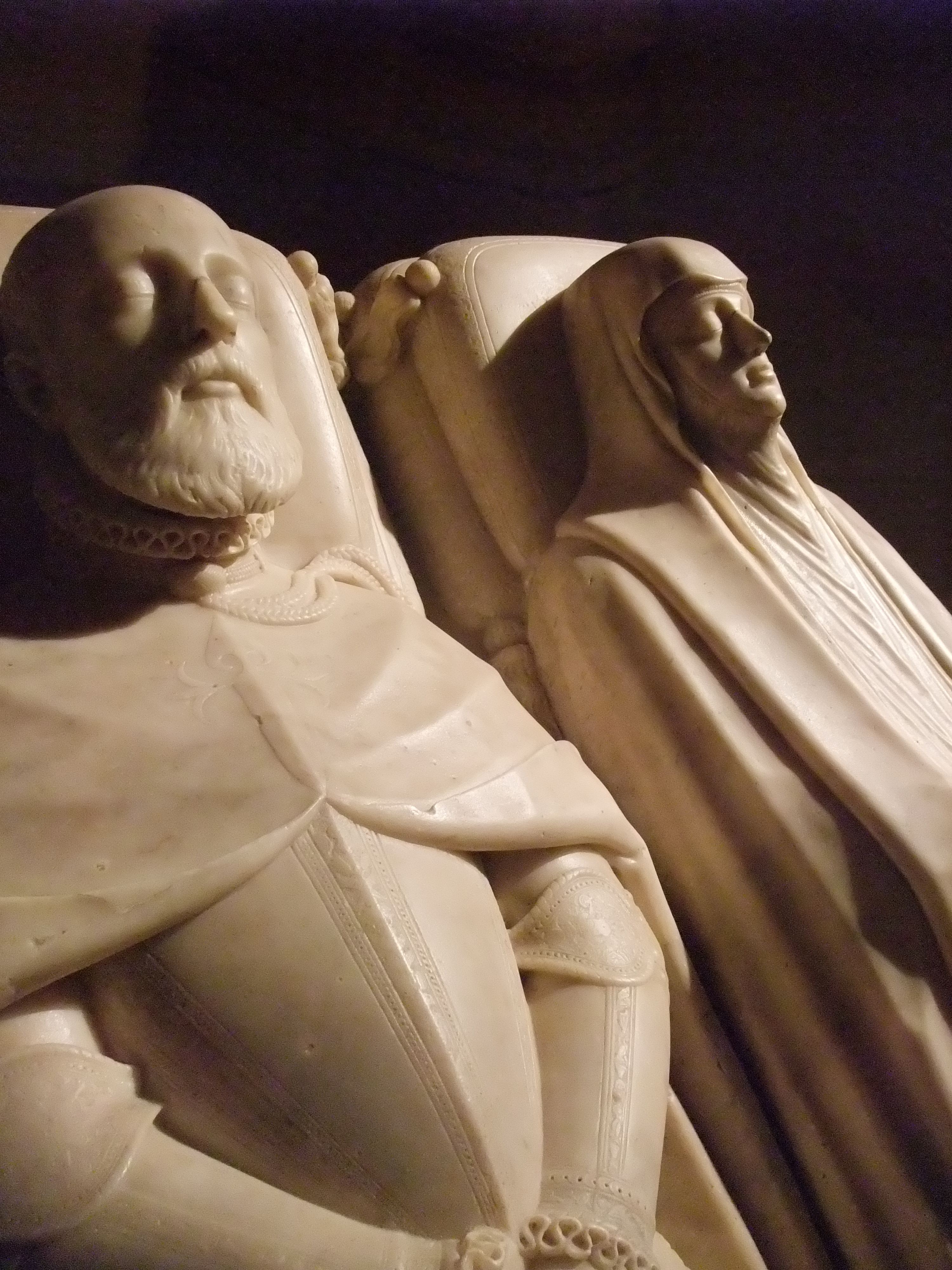
Sepulcro de Alonso de Idiáquez y de Gracia de Olozábal. (Museo San Telmo, San Sebastián).

El palacio de Alonso de Idiáquez en San Sebastián ocupaba más de la mitad de la actual calle Mayor, antes de Santa María, de la capital de Guipúzcoa, su fachada se extendía en una línea de más de cien metros, con un fondo de mayor longitud. Incorporaba cuatro torres que daban singularidad a estas "casas", en cuyo recinto existían varios patios, jardines, capilla y otros servicios. 
hábito de Alcántara. 
Entre las condiciones se encontraba la boda del duque de Orleans, Carlos, hijo de Francisco I y fue a Castilla a tratar con el príncipe Felipe sobre sí sería con su hermana, María de Habsburgo, o con Ana de Habsburgo hija de su tío Fernando.
En las casas palacio de Idiáquez, se alojaron, además del emperador Carlos V, en 1539, a Francisco I de Francia, y posteriormente a la reina de España Isabel de la Paz, en 1615 a Felipe III y su hija Ana, reina consorte en Francia, a la infanta doña Ana y a la cuñada de esta, Isabel de Borbón, esposa de Felipe IV, así como a este, en 1640, acompañado de su hija doña María Teresa de Austria, la ofrecida esposa de Luis XIV. El palacio desapareció en el incendio de 31 de agosto de 1813 durante el asalto de las tropas inglesas y portuguesas durante la Guerra de la Independencia Española.

### Conventos
Fundó tres conventos, entre ellos:
- El de San Telmo (Dominicos) en la ciudad de San Sebastián terminado por su hijo Juan. Proyectado en 1519 sobre la Casa de Artillería, la reina doña Juana, estando en Ocaña en marzo de 1531, autorizaría la construcción de la obra, «donde agora está la casa de Artillería», disponiéndose que «la Artillería pasara a la fortificación que agora mandamos facer». En 1820 fue exclaustrado y desamortizado en 1836, luego Museo Municipal (Museo San Telmo) y Monumento Nacional.

- El Convento de San Sebastián el Antiguo en 1546 (Dominicas) de donde se fugaría ca. 1600, iniciando una carrera militar, la monja-alférez Dª. Catalina de Erauzo.

### Mayorazgo
Junto a su esposa, fundaron el primer mayorazgo de Idiáquez, dado en San Sebastián 1547, en virtud de facultad de Carlos I despachada de Madrid a 8 de noviembre de 1539.